# 四湖鄉
四湖鄉位於臺灣雲林縣西部沿海，西濱臺灣海峽，養殖漁產豐富，地方特產花生、西瓜、玉米、火龍果、高梁、蒜頭、甘蔗、蘭花、南瓜等農作物，人文上為臺灣吳姓的主要分布地區。
四湖鄉是一個典型的沿海農村聚落，其地理環境特性與變遷不但影響歷年四湖鄉民生活方式，也是四湖鄉歷年發展的實際見證，透過對四湖鄉獨特的自然與人文地理環境及其變遷的完整了解，可對現今的生活領域有一番透徹的認識。因為位於海邊，地形環境變化是本鄉特色之一：例如港口三條崙地區，在日治時期均在此地建有碉堡、砲台、灌溉溝渠、營旗等設施，最後在地理環境的變化下沉入海底，只有在退潮時仍隱約可見。

## 歷史
四湖鄉的地名源於今湖西村至四湖村之間，早期有二大湖、二小湖，漢人建庄後便稱此地為「四湖」。
四湖鄉開發始於明崇禎年間（即距今300餘年前），漳、泉二府方面閩籍移民入墾東南境，興設文教，之後閩人漳籍業戶及泉人吳夷、吳梓、薛時立等四方進墾，當時四湖部落周圍東面自四湖部落至溪底，南面自四湖至鹿場、蔡厝，西面自四湖至湖寮、羊調，北面自四湖至保長湖、頂湖一帶，四面皆屬天然廣大之湖，故自漳、泉二府方面移民來此部落命名為四湖，垂至于今。清領時期，四湖地區隸屬於諸羅縣尖山堡，至清中葉前，海埔、溪底平原及海埔地盡闢。今日的四湖鄉在清朝時期據聞乃由四個湖組成的四個部落，其位置大概是現在的保長湖、四湖、施湖、頂湖、下湖村等地方，清朝末期本鄉已有約23個聚落村莊，全區隸屬尖山堡管轄範圍。
日治時期設四湖庄屬於臺南州北港郡。
1945年臺灣由中華民國接管，將日治時期的郡、街庄改為區、鄉鎮:46，四湖庄改制為「四湖鄉」，屬臺南縣北港區:289。1950年10月調整行政區域，將虎尾、斗六、北港三區合併為雲林縣，與臺南縣分治，四湖鄉改隸雲林縣:47。

## 地理

### 地形
四湖鄉位於雲林縣西南端海岸線，北隔舊虎尾溪與東勢、臺西兩鄉為界，西濱台灣海峽，東南鄰北港鎮、元長鄉，南接水林、口湖兩鄉。行政區域東西長約14.5公里，南北寬約12.6公里，略呈貓犬狀:69。全境地處濁水溪沖積扇南翼，屬嘉南平原的一部分，海拔高度介於5至30公尺之間，整體地勢平坦:69、71。地質上屬現代沖積層，係由濁水、北港兩溪之入海物質的混合堆積層，主要由黏土、粉砂、砂與礫石所組成:71。

### 水文
四湖鄉的水文屬於虎尾沿海集水區的範圍，無大型河川流經，主要有嘉南大圳及其支線、分線，其次為排水路，由灌溉溝渠及排水路共同組成的主要水路網:75。主要河川有舊虎尾溪與牛挑灣大排，其次則有林厝寮大排、萡子寮大排、飛沙大排等排水路。舊虎尾溪發源地海拔高度約為25公尺，主流長度約為30.9公里，在四湖鄉形成與臺西鄉的天然分界。四湖鄉的地下水資源主要來自濁水溪、新虎尾溪等河川、山區降雨及灌溉用水:76。

### 氣候
四湖鄉的氣候特色為四季風力、溫差較大，因鄰近台灣海峽而在每年10月起常有強烈東北季風吹襲。四湖鄉的年平均溫約為攝氏22.6度，月平均溫最高為7、8月的28.6度，最低為1月的14.3度。年平均雨量約為1,200至1,500毫米之間，並主要集中於5月至9月:75。

### 人口
根據雲林縣麥寮戶政事務所統計，2024年底四湖鄉戶數約8.5千戶，人口約2.1萬人，鄉內人口最多與最少的村分別是湖西村與三姓村，2024年底兩村人口分別為2,407人與357人。四湖鄉與雲林縣其他地區相同，面臨嚴重人口老化與少子化的問題，2024年底四湖鄉人口的年齡結構中，幼年人口佔比約為6.56%，壯年人口佔比約為68.21%，老年人口佔比約為25.23%，老化指數約為384.89%，是雲林縣幼年人口佔比最低的行政區。

## 政治

### 歷任首長
| 任次 | 姓名   | 政黨   | 備註             |
| ---- | ------ | ------ | ---------------- |
| 1    | 林順同 |        |                  |
| 2    | 蔡 昔  |        |                  |
| 3    | 蔡 昔  |        |                  |
| 4    | 吳修量 |        |                  |
| 5    | 吳修量 |        |                  |
| 6    | 蔡 梯  |        |                  |
| 7    | 蔡 梯  |        |                  |
| 8    | 吳博忠 |        |                  |
| 9    | 吳修和 |        | 前鄉長吳修量堂弟 |
| 10   | 吳修和 |        |                  |
| 11   | 蘇金煌 | 無黨籍 |                  |
| 12   | 蘇金煌 | 無黨籍 |                  |
| 13   | 蘇金志 | 無黨籍 | 前鄉長蘇金煌二弟 |
| 14   | 蘇金志 | 無黨籍 |                  |
| 15   | 王 呈  | 無黨籍 |                  |
| 16   | 王 呈  | 無黨籍 |                  |
| 17   | 蘇國瓏 | 無黨籍 | 前鄉長蘇金志之子 |
| 18   | 蘇國瓏 | 無黨籍 |                  |
| 19   | 吳勁葦 | 無黨籍 | 現任，           |

### 鄉政組織

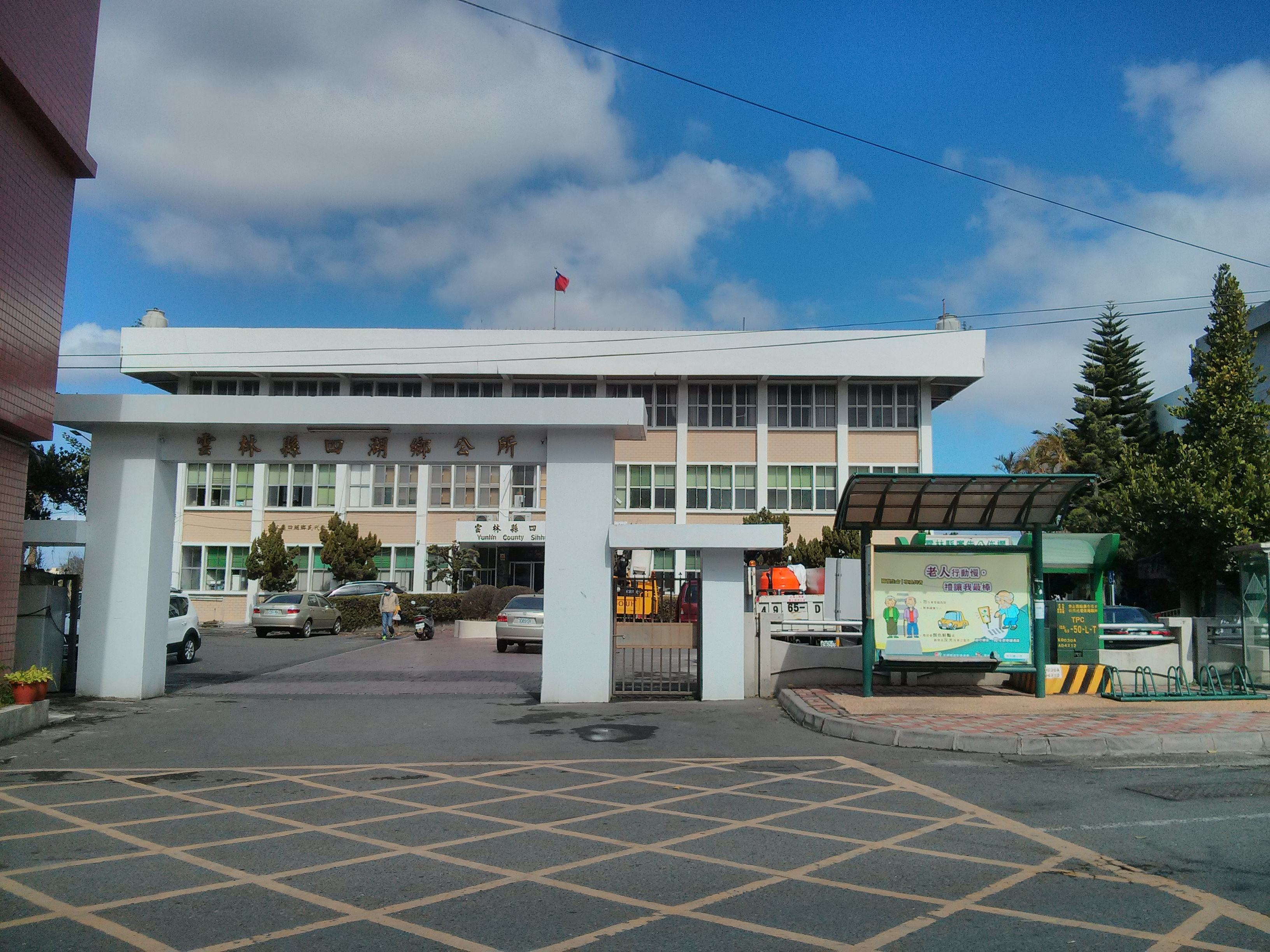
四湖鄉公所

四湖鄉公所是四湖鄉最高層級的地方行政機關，在中華民國政府架構中為鄉自治的行政機關，同時負責執行縣政府及中央機關委辦事項，四湖鄉的自治監督機關為雲林縣政府。鄉長由全體鄉民直接選舉產生，任期為四年，可連選連任一次。四湖鄉公所並置鄉政會議，為鄉政最高決策機構，在鄉長之下，設有5課3室等8個內部單位及5個附屬機關。
四湖鄉民代表會是四湖鄉的最高民意機關，代表四湖鄉全體鄉民立法和監察鄉政。鄉民代表由公民直選選出，任期為四年，可連選連任。四湖鄉民代表會共有11位鄉民代表，分別為第一選區（四湖區）5席鄉民代表、第二選區（飛沙區）2席鄉民代表、第三選區（三崙區）3席鄉民代表、第四選區（林厝區）1席鄉民代表，主席、副主席由11位鄉民代表互選產生。

### 行政區
現今四湖鄉行政範圍的確立，來自於1920年，日本將臺灣十二廳改為五州二廳，設四湖庄屬臺南州北港郡:289、291。四湖庄轄四湖、蔡厝、下寮、鹿場、羊稠厝、溪底、溪尾、三條崙、內湖、萡子寮、飛沙、林厝寮等12個大字:293。1945年，改為「四湖鄉」，屬臺南縣北港區。1950年，調整行政區域，四湖鄉改隸新成立的雲林縣:291。
四湖鄉共轄21個村:315，其行政區域分布情形為:296：
| 四湖鄉行政區劃 |            |            |            |            |            |            |            |            |
|                |            |            |            |            |            |            |            |            |
| 次分區         | 編號. 村名 | 編號. 村名 | 編號. 村名 | 編號. 村名 | 編號. 村名 | 編號. 村名 | 編號. 村名 | 編號. 村名 |
| 四湖區         | 5. 施湖村  | 6. 湖西村  | 7. 四湖村  | 8. 新庄村    | 9. 溪底村  | 10. 鹿場村 | 11. 蔡厝村 | 12. 湖寮村 |
| 飛沙區         | 13. 內湖村 | 14. 羊稠村 | 15. 飛東村 | 16. 飛沙村 | 17. 三姓村 |            |            |            |
| 三崙區         | 1. 崙北村  | 18. 崙南村 | 19. 廣溝村 | 20. 萡東村 | 21. 萡子村 |            |            |            |
| 林厝區         | 2. 林厝村  | 3. 林東村  | 4. 溪尾村  |            |            |            |            |            |

## 文化
- 台灣基督長老教會四湖教會：由北港教會分設，位於四湖市區西南側，為四湖鄉之基督信仰中心，至今已有59年歷史。

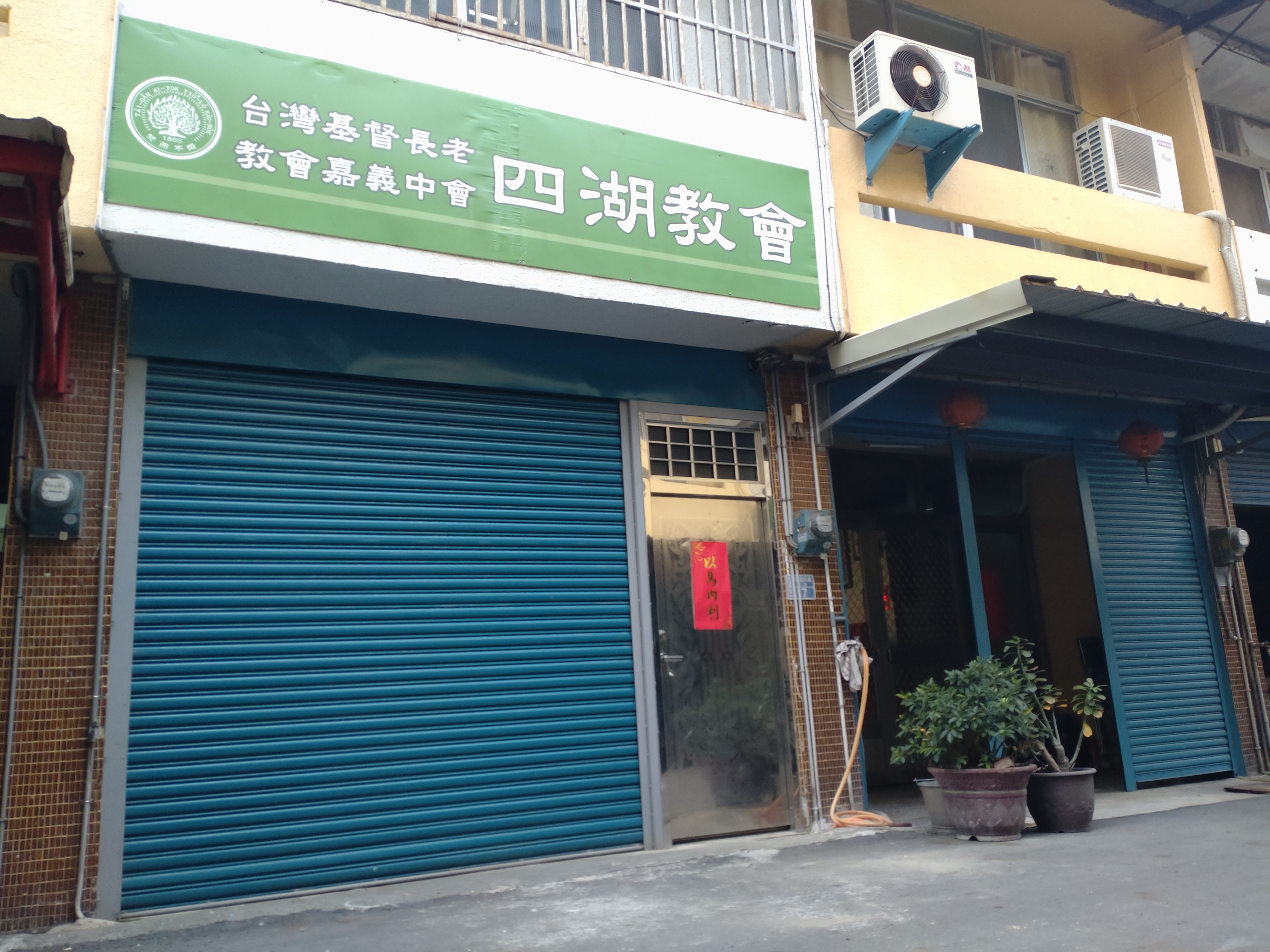
嘉義中會四湖教會禮拜堂

## 教育
四湖鄉的教育機構發展，始於日治時期，此前境內居民僅有漢學私塾教育。日本人將臺灣教育機構分為小學校、公學校，前者專收日籍學生，後者則專收臺籍學生:341。日本人在四湖鄉共設立兩所公學校，分別是四湖公學校和飛沙公學校，兩者皆於1921年成立:341、343、359、380。1941年，日本人將公學校改制為國民學校:343。1942年，成立飛沙國民學校林厝分教場:392。1945年9月11日，試辦四湖國民學校溪底分班:365。
1945年二戰後，四湖公學校、飛沙國民學校及其分屬之林厝分教場分別改制為四湖鄉第一國民學校、四湖鄉第二國民學校及四湖鄉第三國民學校:359、380、392。1947年5月11日，原試辦的四湖國民學校溪底分班核准設立，並改名為四湖國民學校三和分校:365。8月，四湖鄉第二國民學校、第三國民學校分別改名為飛沙國民學校、林厝國民學校:380、392。1950年9月11日，四湖國民學校三和分校獨立並改名為東光國民學校:365。1951年9月，飛沙國民學校成立三崙分班、萡子分班:386、389。1952年9月，四湖國民學校成立湖寮分班:375，飛沙國民學校三崙分班升格為三崙分校:386。1953年，飛沙國民學校萡子分班升格為萡子分校:389，林厝國民學校成立溪尾分校:392。1954年，四湖國民學校成立鹿場分班:369，湖寮分班則升格為湖寮分校:375，林厝國民學校成立溪尾分校:395。1955年2月，四湖國民學校湖寮分校校址遷移至蔡厝村現址，並改名為南光分校:375。8月1日，飛沙國民學校三崙分校、萡子分校分別獨立為三崙國民學校、建陽國民學校:386、389。1956年8月，四湖國民學校南光分校獨立為南光國民學校:375。1958年，四湖國民學校鹿場分班獨立為鹿場國民學校:369。1959年9月，林厝國民學校溪尾分校獨立為明德國民學校:392、395。1961年，三崙國民學校成立廣溝分校:386。1962年，飛沙國民學校成立羊稠分校。1965年，飛沙國民學校羊稠分校獨立並改名為建華國民學校:384。1968年8月，實施九年國民教育，所有國民學校皆改制為國民小學:359－395，同時成立四湖國民中學及其分部飛沙分部:350、354。1972年8月1日，四湖國民中學飛沙分部獨立為飛沙國民中學:354。1976年9月1日，飛沙國民小學成立內湖分班。1978年9月1日，飛沙國民小學內湖分班獨立為內湖國民小學:398。
四湖鄉現有私立高級中等學校1所，為天主教文生高級中學等1校:345。其它公立教育機構計有雲林縣立四湖國民中學、雲林縣立飛沙國民中學等2所國民中學:350－358，雲林縣四湖鄉四湖國民小學、雲林縣四湖鄉東光國民小學、雲林縣四湖鄉鹿場國民小學、雲林縣四湖鄉南光國民小學、雲林縣四湖鄉飛沙國民小學、雲林縣四湖鄉建華國民小學、雲林縣四湖鄉三崙國民小學、雲林縣四湖鄉建陽國民小學、雲林縣四湖鄉林厝國民小學、雲林縣四湖鄉明德國民小學、雲林縣四湖鄉內湖國民小學等11所國民小學:359－400。

## 交通

### 鐵路
四湖鄉境內無鐵路經過，最鄰近之鐵路車站為高鐵嘉義站及高鐵雲林站。

### 公路

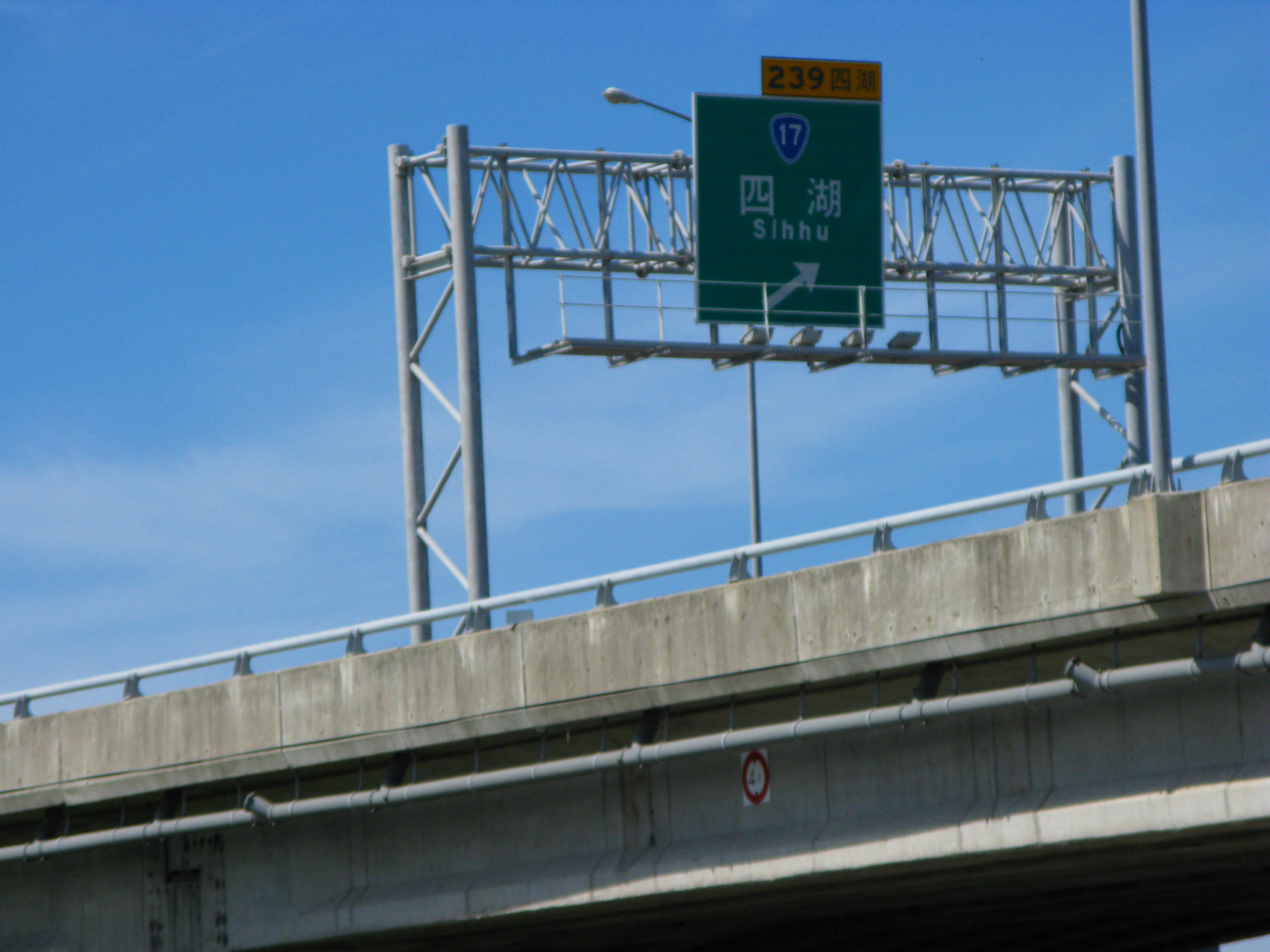
台61四湖交流道北上出口預告

- 台17線（西部濱海公路）
- 台61線（西濱快速公路）
  - 台西交流道（233）
  - 四湖交流道（238、239）
- 台78線（東西向快速公路 台西－古坑）
  - 台西交流道（0）
- 縣道153號：東勢鄉－四湖鄉－北港鄉
- 縣道155號：台西鄉－四湖鄉－水林鄉
- 縣道160號：四湖鄉－元長鄉

### 公車客運
- 統聯客運
  - 1633 臺北－北港－四湖鄉
  - 1635 臺北－虎尾－四湖鄉
  - 1636 臺北－西螺－四湖鄉
  - 1637 臺北－西螺－林厝寮－四湖鄉
  - 1650 高雄－北港－口湖－三條崙
  - 1651 高雄－北港－四湖－三條崙
  - 1666 臺西－四湖－東勢－高鐵雲林站
  - 7002 四湖－臺北市
- 臺西客運
  - 7107 虎尾－元長－口湖
  - 7114 西螺－四湖
  - 9016 四湖－臺中車站（與台中客運聯營）
- 嘉義客運
  - 7220 北港－溪底－東勢厝
  - 7221 北港－三條崙－臺西
  - 7222 北港－萡子寮－三條崙
- 台中客運
  - 9016 四湖－臺中車站（與臺西客運聯營）

## 旅遊
- 四湖參天宮（關聖帝君廟）
- 保長湖保安宮（關聖帝君廟）
- 三條崙海清宮（閻羅天子包青天祖廟）
- 萡子寮普天宮（溫府千歲廟）
- 東庄寮晉安宮（朱府千歲廟）
- 內湖村下桂山章寶宮 （天上聖母廟）
- 四湖鄉運動公園
- 箔仔寮漁港
- 三條崙海水浴場
- 箔仔寮漁港北方木麻黃野鳥區

## 特產
- 花生
- 西瓜
- 玉米
- 火龍果
- 高梁
- 大蒜
- 甘蔗
- 蘭花
- 南瓜

## 外部連結
- 四湖鄉公所（页面存档备份，存于）